# Notoedres muris
Notoedres muris är en spindeldjursart som först beskrevs av Mégnin 1877.  Notoedres muris ingår i släktet Notoedres och familjen Sarcoptidae. Inga underarter finns listade i Catalogue of Life.